# 고모토 다이사쿠
고모토 다이사쿠(일본어: 河本 大作, 1883년 1월 24일 ~ 1955년 8월 25일)는 관동군 참모로 이른바 황고둔 사건(皇姑屯事件)의 주역이다.

## 생애

### 출신
효고현 사요군(지금의 사요정)의 지주 아들로 태어났다. 1903년에 일본 육군사관학교를 15기로 졸업하였으며, 졸업 후 기병소위로 러일전쟁에 참전하였다. 러일전쟁에서 중상을 입은 다이사쿠는 고국으로 돌아와 1914년에 26기로 일본 육군대학교를 졸업하였고 만주로 건너가 관동군 고급 참모로 부임하였다.

### 황고둔 사건

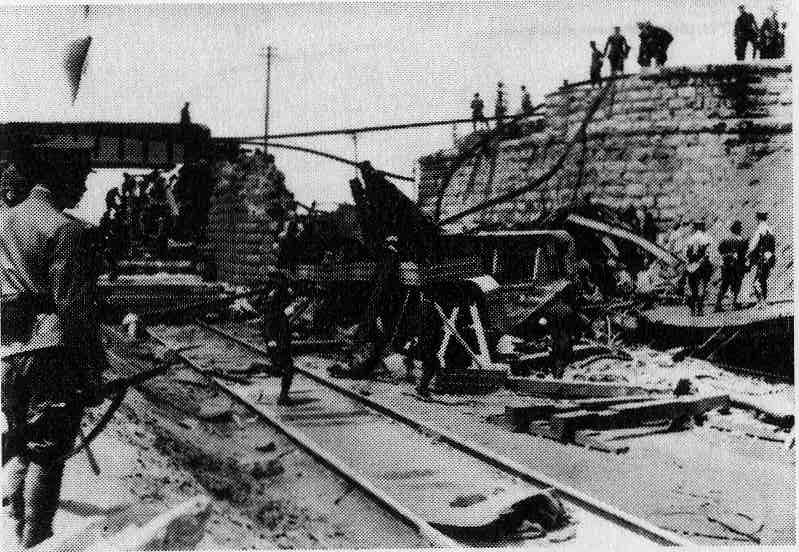
황고둔 사건 (1928년 6월 4일)

1928년 6월 4일 베이징에서 만주로 귀환하던 만주의 실질적인 권력자인 장쭤린이 타고 있던 열차가 황고둔 역 근처에서 폭파되는 사건이 일어나 장쭤린이 사망하는 일이 벌어졌다. 일본 언론들은 중국 국민당의 소행으로 보도했지만 이후 조사에서 다이사쿠의 계획을 관동군이 실행한 것으로 밝혀졌다. 하지만 다이사쿠의 관여 사실은 소문으로만 무성했기 때문에 그 진상은 확실히 규명되지 못하였고, 이 때문에 일본 제국은 이를 인정하지 않았다.
일본 제국이 다이사쿠의 개입을 부정하자 곧 관동군의 개입 사실도 부정되었다. 그러던 중 다이사쿠가 도쿄에 사는 지인에게 보낸 편지에 장쭤린의 죽음에 대하여 "장쭤린 한 명이나 두 사람이 죽어도 좋지 아니한가"라는 내용을 언급한 것이 밝혀져 의혹은 거세졌다. 당시 장쭤린은 중국 국민당과 중국 공산당 사이의 대립을 완충해주는 역할을 하였고, 그 때문에 장쭤린과 일본 제국은 긴밀한 관계를 가지고 있었으나 황고둔 사건으로 장쭤린의 군벌과의 관계는 깨졌다.
또한 다이사쿠의 이러한 행동은 일본 제국에 알리지 않은 독단 행위였으므로 쇼와 천황은 분노했다. 이 사건으로 일본 제국에서는 내각이 총 사퇴하는 등 내분이 일어났다.
일본 제국 육군내부에선 다이사쿠를 군법회의에 회부하는 대신 1929년 4월 다이사쿠를 예비역에 편입시키는 아주 가벼운 형벌을 내려 사건을 무마시켰는데, 이에 일본 제국 육군대장 마쓰이 이와네는 이런 가벼운 처분에 대하여 끝까지 강력 반발하였다.

### 퇴역 후의 삶
1932년 다이사쿠는 군에서 물러나고, 관동군 시절의 인맥을 이용해 만철(滿鐵)의 이사직을 맡았다. 그 후 다이사쿠는 1934년 만주에서 탄광회사의 이사장이 되었다.
1942년 일본 제국 육군 제1군 참모장이던 하나야 다다시(花谷正)의 추천으로 국영회사인 산시 산업 주식회사의 사장이 되었다. 소비에트 연방의 만주 침공 이후에도 중국에 남아있던 고모토 다이사쿠는 전쟁 포로가 되어 1955년 8월 25일 중국 타이위안 수용소에서 병으로 사망하였다.

## 참고 문헌
- 히라노 레이지作 <만주의 음모자 고모토 다이사쿠의 운명적 발자취>
- 秦郁彦編『日本陸海軍総合事典』東京大学出版会、1994年、p62、p251。
- a b 桃井四六 (2004年). 『昭和・平成日本のテロ事件史』（別冊宝島[깨진 링크(과거 내용 찾기)]）38頁. 宝島社. ISBN 4-7966-4250-1.[깨진 링크(과거 내용 찾기)]
- 中国山西省日本軍残留問題[깨진 링크(과거 내용 찾기)]（蟻の兵隊[깨진 링크(과거 내용 찾기)]）も参照のこと。
- 朝日新聞1955年12月18日夕刊
- 学習研究社『歴史群像シリーズ 満州帝国』164頁。
- 張作霖事件・河本大佐の生地で孫が平和の絵本展　佐用町[깨진 링크(과거 내용 찾기)] asahi.com 2010年1月7日配信、2010年1月10日確認